# Castleton (Derbyshire)
Pour les articles homonymes, voir Castleton.
Castleton est un village du district de Peak dans le comté du Derbyshire, au Royaume-Uni.

## Géographie
Le village est situé à 228 km au nord-ouest de Londres, au milieu des monts Peaks. Il est dominé par un rocher dominant les ruines d'un château saxon qui a été habité par le fils naturel de Guillaume le Conquérant, Peveril, dit du Pic.
Aux environs se trouvent de nombreuses grottes dont la plus célèbre est la caverne du Diable.

## Galerie

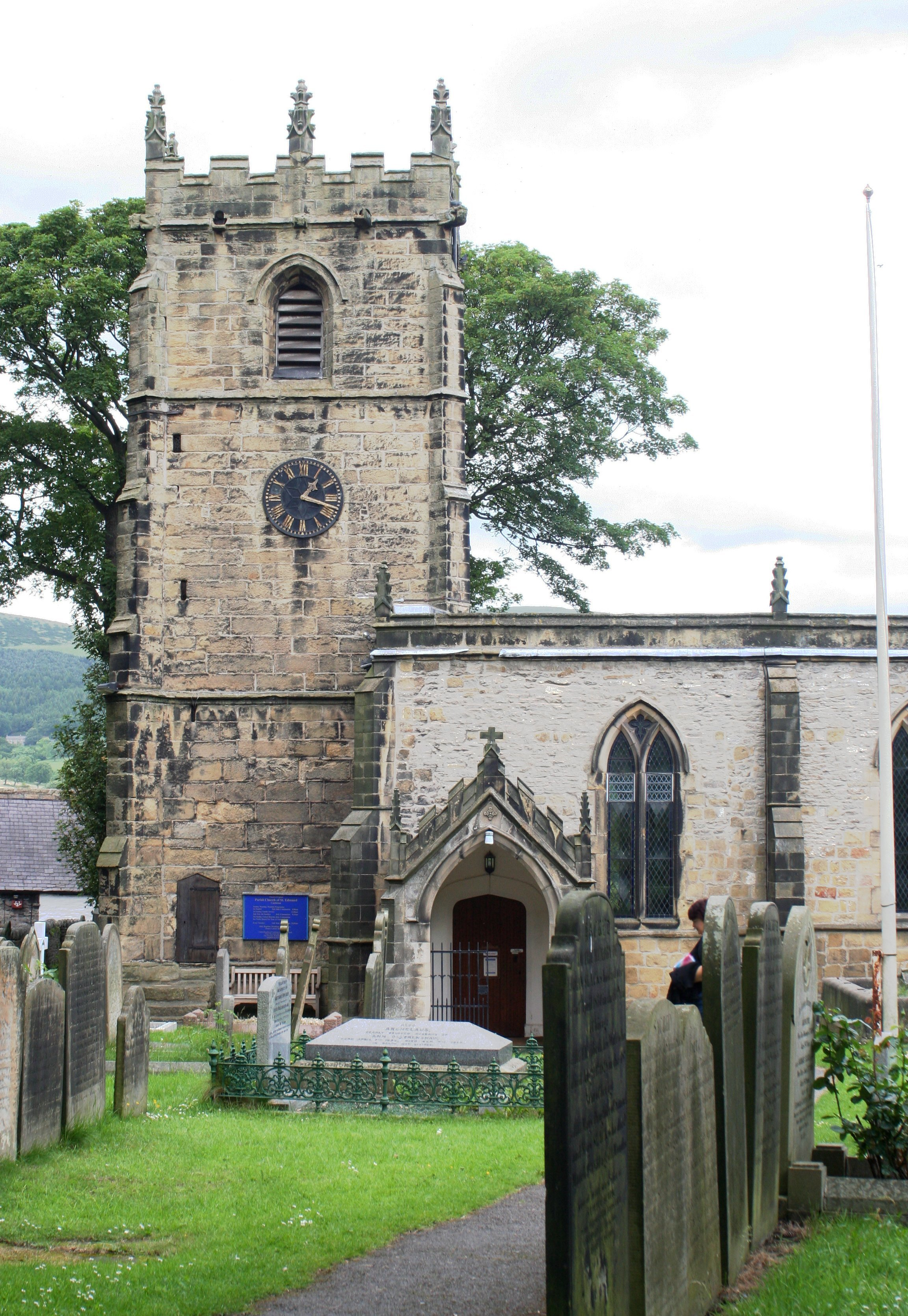
L'église St. Edmund.
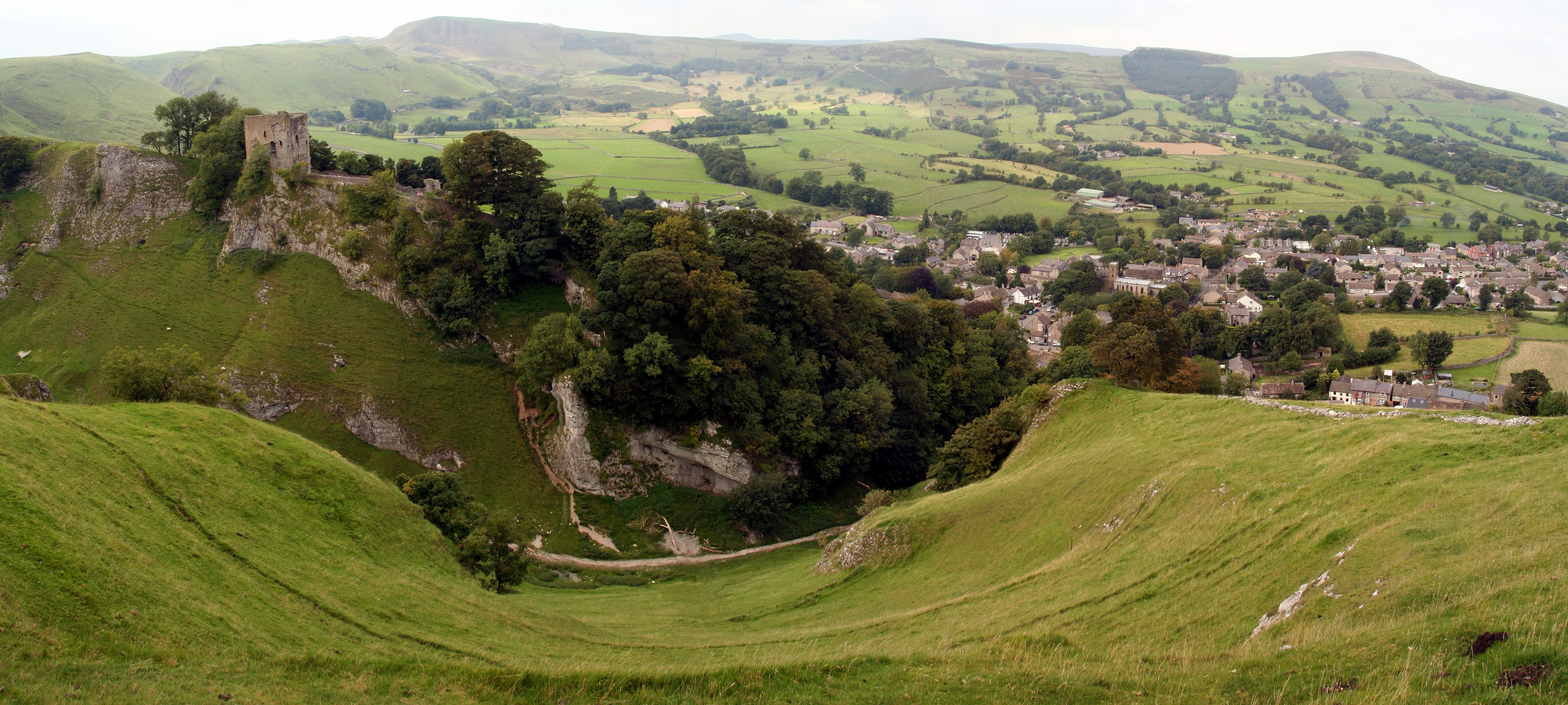
Le château de Peveril dominant Castleton.